# Opogona regressa
Opogona regressa är en fjärilsart som beskrevs av Edward Meyrick 1916. Opogona regressa ingår i släktet Opogona och familjen äkta malar.
Artens utbredningsområde är Fiji. Inga underarter finns listade i Catalogue of Life.